# Monte Perseus (Columbia Británica)
El monte Perseo o monte Perseus es una montaña en la Columbia Británica, Canadá. Tiene una altitud de 2553 m sobre el nivel del mar y es uno de los 102 picos ultra prominentes de la Columbia Británica.
El monte Perseo es el pico más alto dentro de una zona montañosa entre el lago Clearwater (20 km al sureste de Perseo) y el lago Quesnel (20 km al noroeste). El terreno alrededor del monte Perseo es montañoso al suroeste, pero al noreste es accidentado.
El área alrededor del monte Perseo está casi despoblada, con menos de dos habitantes por kilómetro cuadrado  y consiste principalmente en pastizales. El área es parte de la zona climática hemiboreal. La temperatura media anual en la zona es de -2 °C. El mes más cálido es agosto, cuando la temperatura promedio es de 12 °C, y el más frío es diciembre, con -14 °C.